# Romulus Zaharia
Romulus Zaharia (n. 15 februarie 1930, Chișinǎu, Regatul României – d. 28 iunie 2006, Făget, județul Timiș) a fost un prozator, reporter, om de film. Este autorul romanului Ademenirea (1983), interzis de autoritățile comuniste ale vremii. Este supus unor persecuții fizice și morale, fiind nevoit, astfel, sǎ plece din țară, împreunǎ cu familia, în 1986.

### Biografie
Fiul lui Gheorghe Zaharia și al Mariei (n. Caratașu), dintr-o veche familie de macedoneni. Îi moare fratele geamăn, Remus, la vârsta de 9 ani, într-un accident. Studii la Școala Primară “Costache Negri” din Iași (1936-1940), Liceul Național in Iași (1941-1943). În 1942, tatǎl, subofițer întors de pe front, moare din cauza unei septicemii. Continuǎ, cu mari dificultǎți, Liceul de Stat din Petroșani (1944-1945), Liceul “Inochentie Micu Klein” din Cluj (1946-1947). În același timp, este nevoit să lucreze, deținând carnetul de muncă de la vârsta de 14 ani. Urmează Școala de ofițeri de la Măgurele, absolvită cu gradul de sublocotenent, arma grăniceri (1949). A fost repartizat la Serviciul de presă din cadrul Direcției Generale Politice a Ministerului Afacerilor Interne unde devine membru fondator al revistei ostășești Pentru patrie (începând de la 1 mai 1949). Urmează școala de redactori și tehnoredactori de edituri de pe lângă Direcția Generală a Presei și Tipăriturilor din București (1950-1951) și cursurile la Academia Militară (1951). În 1952, se căsătorește cu Florica Moldovan din Gherla-Cluj. Au un copil, Romulus-Nicolae. Este avansat la gradul de locotenent major, în 1953, este trecut, apoi, în rezervă, datorită unei îmbolnăviri foarte grave (din cauza excesului de muncă de la o vârstă fragedă). Devine un redutabil reporter. În perioada 1962-1969, a fost secretar general de redacție la Luceafărul, în garnitura lui Eugen Barbu. Licențiat al Facultății de Limba și Literatura Română a Univ. din București (1962-1968). Devine secretar de redacție la Luceafărul (1962-1968), apoi șef serviciu presă (1969-1971) la Direcția Rețelei Cinematografice și Difuzării Filmelor și inspector general la Centrul Național al Cinematografiei (1971-1973). A realizat peste 30 de filme documentare la Studiourile Sahia. Debut publicistic în Lupta Ardealului (1946). Debut literar în Luceafărul (1959). Debut editorial cu vol. Întâmplări din viață și sport, în 1958 (în colaborare).  Volumul de reportaje Cal bătrân cu chinga roșie (1974) reprezintă o parabolă strecurată prin cenzura vremii: calul bătrân este poporul român și chinga roșie, sistemul comunist. În 2003, se întoarce în țară, stabilindu-se în localitatea Fǎget, jud. Timiș, alǎturi de soția sa, unde își reediteazǎ câteva romane. Moare pe 28 iunie 2006, dupǎ o lungǎ suferințǎ fizică și morală, detectabilǎ în cele mai importante romane ale sale.
Romanul parabolă Ademenirea, scris în 1956-1968, este predat editurilor în 1968. Cartea este un aspru rechizitoriu al anilor tulburi de după cel de-al doilea război mondial, caracterizați de excesele noii puteri comuniste și de tendințele revizioniste maghiare. Greva „șepcilor roșii” din Cluj, condusă de părintele Arcadie (Bartolomeu Anania), ocupă un  loc important în economia romanului. Personajul amnezic Iozom, internat într-un ospiciu, ca urmare a diferitelor terapii impuse de medici,  încearcă să descifreze înțelesurile ascunse din istoria unei țări cufundate, la rândul ei, în întuneric. Refuzată și tergiversată de referenții și factorii decidenți ai vremii, cartea apare în 1983, la Editura Dacia, prin curajul și generozitatea lui Al Căprariu și ale poetului Vasile Nicolescu. Drept consecință, în februarie 1984, romanul a fost retras de pe piață, iar tirajul a fost topit. Ademenirea a stârnit un adevărat scandal diplomatic la Budapesta. Autorul și vinovații pentru apariția cărții au fost pedepsiți, romanul fiind retras de pe piață. Supus unor persecuții sociale, morale și materiale, Romulus Zaharia pleacă din țară în 1986, iar din 1988 se stabilește în Statele Unite. Casa cu ochii scoși, scris în 1980, al cărui manuscris a fost păstrat de Manela Profeta, apare în 1994, la Editura Dacia în două volume. Subiectul îl reprezintă exploatarea, fără scrupule, a uraniului de către sovietici din localitatea Băița de lângă orașul Ștei, jud. Bihor, în perioada 1945-1955. Colecția de povestiri Epihia în stil valah, scrise după 1990, radiografiază moravurile românilor stabiliți în America, într-un demers romanesc original și tulburător.
Anotimpurile unei țigănci este un roman picaresc, cu suficiente elemente tipice unui roman parabolă, care prezintă viața unei țigǎnci (un alter-ego al scriitorului), supusǎ unei fatalități orientale.

### Distincții, premii, afilieri (selectiv)
A fost recompensat cu Ordinul “Cavaliers Cross of Sovereign Order of Saint Stanislav”, cu Ordinul Meritul Cultural în grad de Cavaler (2004) și a fost membru deplin în Academia româno-americană.

### Opera
1. Romulus Zaharia, Întâmplări din viață și sport, București, 1958 (în colaborare)
2. Romulus Zahaia, Cal bătrân cu chingă roșie, Editura Eminescu, București, 1974
3. Romulus Zaharia, Semnul delfinului, Editura Eminescu, 1976
4. Romulus Zaharia, Pământul, marea, cerul și oamenii, reportaje, București, 1976
5. Romulus Zaharia, Ademenirea, Editura Dacia, 1983, Cluj-Napoca
6. Romulus Zaharia, Casa cu ochii scoși, I-II, Editura Dacia, 1993-1994, Cluj-Napoca
7. Romulus Zaharia, Anotimpurile unei țigănci, Editura Dacia Europa Nova, Lugoj, 2003
8. Romulus Zaharia, Epihia în stil valah. Povestiri din America, Editura Dacia Europa Nova, Lugoj, 2003
9. Romulus Zaharia, Casa cu ochii scoși, Editura Nagard, Lugoj, 2006, ediția a II-a
10. Romulus Zaharia, Călare pe milioane de dolari, Editura Nagard, Lugoj, 2006
11. Romulus Zaharia, Ademenirea, Editura Nagard, Lugoj, 2008